# Franco Cavegn
Franco Cavegn (ur. 6 stycznia 1971 w Vella) – szwajcarski narciarz alpejski. Najlepsze wyniki w Pucharze Świata osiągnął w sezonie 2001/2002, kiedy to zajął 19. miejsce w klasyfikacji generalnej, a w klasyfikacji zjazdu był czwarty. Najlepszym wynikiem Cavegna na mistrzostwach świata było 6. miejsce w zjeździe na mistrzostwach w Sestriere. Najlepszym wynikiem na igrzyskach olimpijskich było 14. miejsce w zjeździe na igrzyskach w Nagano.

## Sukcesy

### Puchar Świata

#### Miejsca w klasyfikacji generalnej
- 1991/1992 – 139.
- 1992/1993 – 91.
- 1993/1994 – 37.
- 1994/1995 – 61.
- 1995/1996 – 59.
- 1996/1997 – 27.
- 1997/1998 – 51.
- 1998/1999 – 54.
- 2000/2001 – 23.
- 2001/2002 – 19.
- 2002/2003 – 26.
- 2003/2004 – 75.

#### Miejsca na podium
1. Garmisch-Partenkirchen – 27 stycznia 2001 (zjazd) – 3. miejsce
2. Kvitfjell 2 marca 2002 (zjazd) – 3. miejsce